# M. Night Shaym-Aliens!
M. Night Shaym-Aliens! ist die vierte Folge der ersten Staffel der Zeichentrickserie Rick and Morty. Sie wurde von Tom Kauffman geschrieben, während Jeff Myers die Regie führte. Die Episode wurde erstmals am 13. Januar 2014 auf Adult Swim ausgestrahlt, die deutsche Erstausstrahlung erfolgte am 21. Dezember 2014 auf TNT Serie.

## Handlung
Rick ist gerade dabei an einer toten Ratte herumzuexperimentieren, als Morty ihn in der Garage besuchen kommt und anmerkt, was dies für ein toller Tag doch sei. Sein Großvater reagiert darauf ungewohnt unzynisch und auch seine Mutter verhält sich eigenartig als sie zur Arbeit aufbricht, dabei roboterhaft spricht und wie in Schleifen ihre Sätze wiederholt. Morty bricht daraufhin zur Schule auf.
In der Schule verlangt der Mathelehrer Mr. Goldenfold das Ergebnis aus der Multiplikation von 5 und 9 zu wissen. Als er Morty nach dem Ergebnis fragt und dieser mit „mindestens 40“ antwortet, wird er unter dem Jubel seiner Mitschüler nach vorn an die Tafel gebeten und soll von da an den Unterricht selbst leiten. Rick ist inzwischen an der Schule angekommen und beobachtet das Szenario durch das Fenster. Nachdem Mr. Goldenfold Morty auffordert der Klasse etwas beizubringen, stellt ein Mitschüler die Frage, wie man konzentrierte Dunkle Materie herstellt. Morty ist ob der Frage verwirrt und Mr. Goldenfold fügt noch hinzu, dass sie die Basis für Hyperraumreisen im Weltall sei. Dazu wird er auch noch durch Jessica verwirrt, die ihm verspricht seine Freundin zu werden, sollte er das Rezept verraten. Daraufhin platzt Rick in die Klasse, zerrt seinen Enkel aus dem Zimmer und schleift ihn in die Umkleide der Sporthalle. Dort legt er sofort seine Bekleidung ab und dreht die Duschen auf mit der Aussage, Morty müsse ihm vertrauen. Morty meint so bekomme er eine schlechte Note, doch Rick gibt ihm zu verstehen, dass dies alles nicht echt ist und sie lediglich in einer Simulation auf einem Raumschiff der Zygerionen gefangen sind. Rick konnte dies erst in der Dusche mit seinem Enkel bereden, da sie dort nicht von den Aliens überwacht werden, da diese den bloßen Anblick menschlicher Nacktheit nicht ertragen können. Laut Rick seien sie die ehrgeizigsten und unfähigsten Hochstapler der Galaxis.
Auf dem Raumschiff zeigt sich derweil, dass der Anblick menschlicher Nacktheit die Zygerionen tatsächlich verstört, da sie ihre Blicke nicht auf den Bildschirmen halten können. Sie streiten sich darüber, wer dafür verantwortlich sein soll zu überprüfen, ob die beiden immer noch nackt sind. Einer der Aliens bemerkt schließlich, dass auch Mortys Vater Jerry in dem Simulator gefangen ist, was eigentlich vermieden werden sollte. Nachdem sie jedoch herausfinden, dass es sich dabei im Ricks Schwiegersohn handelt, belassen sie ihn in der Simulation, drosseln jedoch die Prozessorleistung der Simulation auf ein Minimum. Jerry ist in der Werbebranche tätig und steht an jenem Tag vor einer wichtigen Präsentation einer Apfelwerbekampagne, ohne zu wissen, nur in einer Simulation gefangen zu sein.
Rick und Morty laufen derweil nackt durch die Straßen und Rick versucht seinem Enkel klarzumachen, dass diese Welt nicht real sein kann. Dass ein Mensch ein Hotdog-Brötchen zwischen zwei Hotdog-Würste legt beeindruckt Morty zunächst nicht und auch nicht die alte Frau, die ihre Katze Gassi führt. Erst als Rick ihm ein Pop-Tart zeigt, der in einem Toaster lebt und in einen kleineren Toaster als Gefährt einsteigt, ist Morty überzeugt, nicht in der realen Welt zu sein. In der Folge möchte Morty erfahren, was die Aliens von seinem Großvater wollen. Nachdem in der Simulation ein Krankenwagen mit dem US-Präsidenten an Bord auftaucht und konzentrierte Dunkle Materie laut den Notärzten als einzige Rettung in Frage kommt, erkennt Morty schließlich, dass die Aliens das Rezept für Dunkle Materie Rick entlocken wollen. Er wirft die Krankenwagentür wütend zu und erklärt seinem Enkel, dass Dunkle Materie die Grundlage für schnelles Reisen durch das All darstellt und die Zygerionen ständig versuchen an seine Forschungsergebnisse zu gelangen. Laut Rick haben sie allerdings den entscheidenden Fehler gemacht, Morty mit hineinzuziehen und er plant die Betrüger zu betrügen.
Jerry ist derweil in einem Meeting, wo er seine Kampagne präsentieren soll. Aufgrund seiner Aufgeregtheit und Unsicherheit verzettelt er sich zunächst, ehe er den Slogan der Kampagne „Hunger auf Äpfel“ enthüllt, der aufgrund der gedrosselten Leistung seiner Simulation ohne Regung der Anwesenden zur Kenntnis genommen wird. Auf Nachfrage, ob er den Geschäftspartner zusagt, antworten diese allesamt, wie im Chor, mit Ja. Die Idee wird gekauft und Jerry verlässt gut gelaunt die Firma. Draußen auf der Straße ruft er Beth an, die immer noch roboterhaft spricht und agiert, und teilt ihr mit, dass er trotz ihrer Zweifel die Kampagne verkauft hat und zu ihr nach Hause fahren will, um mit ihr Sex zu haben.
Rick hat sich in der Zwischenzeit einen Plan ausgedacht, die Aliens auszutricksen, wozu er mit Morty einen Auftritt, jetzt wieder voll bekleidet, vor einer großen Menschenmenge veranstalten will. Allerdings ist der Platz vor der Bühne nur wenig besucht und Rick meint vor so wenig Publikum könnte man das Rezept für Dunkle Materie nicht als Rap performen. Daraufhin senden die Aliens mehr Menschen in der Simulation vor die Bühne, die voller Begeisterung wegen des Auftritts sind. Rick beginnt damit, den Anwesenden verschiedene Aufgaben zu geben, die diese ausführen sollen. Jerry kommt derweil zu Hause an und fällt sofort über Beth her, die immer noch wie eingefroren am Telefonapparat steht. Rick gelingt es einen Systemabsturz der Simulation durch schwierigste Aufgaben für das Publikum herbeizuführen und er ergreift zusammen mit Morty die Flucht aus der Simulation. Jerry hat in der Zwischenzeit mit Beth geschlafen, die sich immer noch nicht bewegt, bricht jedoch in Tränen aus, da er meint, diese Qualität des Geschlechtsverkehrs nicht zu verdienen und sich als Schwindler sieht. Rick und Morty erreichen den Rand der Simulation, die normalerweise laufbandartig vor einem auftaucht und hinter einem wieder verschwindet, aufgrund des Absturzes jedoch hängt, können so aus der Simulation entfliehen und auf dem Schiff der Zygerionen landen. Allerdings haben diese mit der Flucht gerechnet und meinen, dass alles nach Plan laufen würde.
An Bord des Schiffes erklärt Rick seinem Enkel, dass sie die Aliens reinlegen können, wenn sie das Rechenzentrum finden würden. In einem speziellen Raum sammeln sie Prozessoren in Form von Kristallen. Mit den Kristallen können sie in einem Pod aus dem Schiff fliehen. Jerry sucht derweil seinen Chef Mr. Marklevitz auf, um ihm mitzuteilen, dass er die Kampagne nicht verdiene, da die Apfelkampagne lediglich ein Abklatsch der Milchwerbung sei. Sein Chef kann jede seiner Aussagen simulationsbedingt allerdings nur mit dem Wort „Ja“ kommentieren, was Jerry erneut in Tränen ausbrechen lässt und er eigenhändig anbietet, sein Büro zu räumen. Allerdings reißt er sich in der Folge zusammen und konfrontiert seinen Chef damit, dass er den Slogan keineswegs nur als Abklatsch erachtet und statt gefeuert, verlangt befördert zu werden und darüber hinaus, die Verleihung eines Preises für Apfelwerbekampagnen.
Rick and Morty kommen derweil zu Hause an und Rick kündigt an, große Forschungsergebnisse durch die Prozessoren zu erzielen. Er versucht seinen Safe zu öffnen, um die Kristalle darin zu verstecken. Nachdem er den Code zweimal, entgegen seiner Behauptung, falsch eingegeben hat, offenbaren die Zygerionen, dass sie Rick und Morty in einer Simulation, innerhalb einer Simulation gefangen hielten und nun den Code für seinen Safe kennen. Rick und Morty haben das Schiff also nie verlassen. Prinz Nebulon teilt Rick mit, dass die Zygerionen schon lange wüssten, wie man Dunkle Materie herstellt, nun allerdings auch Zugriff auf den Inhalt von Ricks Safe hätten. Er fordert seine Leute auf Rick und Morty zu ergreifen, doch ersterer zieht Morty geistesgegenwärtig die Hose runter, wodurch die Aliens abgelenkt sind und die beiden die Flucht ergreifen können. Jerry wurde währenddessen mit seinem Preis ausgezeichnet, allerdings zu dem Zeitpunkt, als er aus der Simulation genommen wird und somit auch auf dem Schiff landet. Rick und Morty laufen ihm bei ihrer Flucht über den Weg. Zusammen laufen sie durch das Schiff und kommen dabei an verschiedenen Abteilungen, etwa der Designabteilung für die Simulationen, vorbei. Sie erreichen ein kleines Schiff, mit dem sie fliehen. Allerdings werden sie von Jägern verfolgt, was Rick erkennen lässt, dass die Aliens tatsächlich Dunkle Materie herstellen können. Nachdem Morty sagt, dass doch auch Rick Dunkle Materie herstellen kann, schick dieser Morty zum Maschinenraum, wo er Caesium, Plutoniumquarz und eine Flasche Wasser besorgen soll. Tatsächlich findet Morty dies alles und soll dies nun in einem Eimer zusammenschütten und in den Tank kippen. Jedoch friert Morty ein und es wird klar, sie sind in einer weiteren Simulation gefangen. Die Zygerionen kannten das Rezept für Dunkle Materie doch nicht und sind nun am triumphieren, da sie glauben ihm das Rezept auf diese Art entlockt zu haben. Morty wird aus der Simulation komplett entfernt und Rick darf in einem Pod zusammen mit Jerry das Schiff verlassen. Letzterer, ist in Trauer darüber, dass der erfolgreichste Tag seines Lebens, lediglich Teil einer Simulation war. Jerry führt allerdings an, dass Rick genauso wie er hineingelegt worden ist. Auf dem Schiff feiern sich die Zygerionen derweil, ob ihrer Intelligenz und wollen nun das Rezept ausprobieren. Rick kam ihnen jedoch zuvor und hat mit den drei Zutaten tatsächlich den Inhalt für eine Bombe verraten, die nach der Explosion das gesamte Schiff der Zygerionen zerstört.
In einer Szene nach dem Abspann stellt Jerry diesmal in der richtigen Welt seine Apfelkampagne vor, welche jedoch, anders als in der Simulation, nicht positiv aufgenommen und er gefeuert wird.

## Trivia
- Der Titel der Episode ist eine Anspielung auf den Regisseur M. Night Shyamalan, der in seinen Filmen regelmäßige Wendungen in die Geschichten einbaut.

- Die Episode wird musikalisch durch das legendäre Saxophonsolo aus Gerry Raffertys Lied Baker Street untermalt. So läuft es, als Jerry freudestrahlend seine erste Werbekampagne verkauft hat und auch während des Abspanns, nachdem Rick noch in der Episode die Melodie mitsummt.
- In der 14. Minute sind noch immer die eigentlich simulierten Prozessorkristalle auf dem Boden verstreut, obwohl die dazugehörige Simulation abgeschaltet wurde. Dadurch weiß Rick, dass er sich immer noch in einer Simulation befindet.
- Während der Flucht vor den Aliens kommen Rick und Morty durch einen Turm, indem die Schatten vieler verschiedener Wesen hinter grünem Glas zu erkennen sind, darunter Bibo aus der Sesamstraße, das Alien aus der Filmreihe „Alien“, sowie mehrere Lebewesen, welche an anderen Stellen in der Serie vorkommen